# Arthur Gore (2e comte d'Arran)
Arthur Saunders Gore, 2e comte d'Arran (25 juillet 1734 - 8 octobre 1809) est un pair et un homme politique irlandais. Titré vicomte Sudley de 1762 à 1773, il est ensuite comte d'Arran.

## Biographie
Il est le fils aîné d'Arthur Gore (1er comte d'Arran) et de Jane Saunders. Il est élu à la Chambre des communes irlandaise pour le district de Donegal en 1759, poste qu'il occupe jusqu'en 1761, puis de 1768 à 1774. Il représente le comté de Wexford entre 1761 et 1768. En 1773, il succède à son père comme second comte d'Arran et entre la Chambre des lords irlandaise. Il est nommé haut shérif du comté de Wexford en 1757 et haut shérif de Mayo en 1765. Il est admis au Conseil privé d'Irlande en 1771 et en 1783, il est investi en tant que l'un des seize premiers chevaliers de l'ordre de Saint-Patrick.

## Famille
Lord Arran épouse Catherine Annesley (1739 - 23 novembre 1770, fille de William Annesley (1er vicomte Glerawly)) le 14 juillet 1760. Ils ont six enfants :
- Elizabeth Araminta Gore
- Jane Gore (décédée en 1831)
- Arthur Gore (3e comte d'Arran) (20 juillet 1761 - 20 janvier 1837)
- Anne Jane Gore (avril 1763 - 8 mai 1827)
- Catherine Charlotte Gore (septembre 1766 - 23 février 1852)
- William John Gore (16 novembre 1767 - 15 janvier 1836)

Il se remarie avec Anne Knight (décédée en septembre 1779) en 1771. Ils ont trois enfants :
- Maria Louisa Gore (décédée le 6 mars 1827)
- George Gore (février 1774 - 27 août 1844)
- Eleanor Gore (1779 - 25 mars 1812)

Il se remarie à nouveau avec Elizabeth Underwood en février 1781. Ils ont sept enfants :
- Saunders Gore (1783 - 1813)
- John Gore (entre 1784 et 1792 - 1814)
- Cecilia Underwood (vers 1785 - 1er août 1873), qui épouse George Buggin le 14 mai 1815. Elle se remarie avec Auguste-Frédéric de Sussex le 2 mai 1831.
- Isabella Gore (1786-1799 - 30 novembre 1838)
- Charles Stephen Gore (26 décembre 1793 - 4 septembre 1869) dont la fille Eliza Amelia Gore épouse William Hay (19e comte d'Erroll).
- Edward Gore (1797 - 10 janvier 1879)
- Julia Gore (1800 - 21 août 1891)

Lord Arran est décédé en octobre 1809, à l'âge de 75 ans, et son fils aîné Arthur lui succède. Arran est décédée en 1829.